# 韦尔卡尔-奥韦拉
韦尔卡尔-奥韦拉，是西班牙安达卢西亚自治区阿尔梅里亚省的一个市镇。 总面积318km2, 总人口1485人（2001年），人口密度47人/km2。